# Форт Лодърдейл
Форт Лодърдейл (на английски: Fort Lauderdale) е град в щата Флорида, САЩ. Форт Лодърдейл е с население от 183 606 жители (2007), а общата площ на града е 93,20 км² (36 мили²).
Във Форт Лодърдейл е развит туризмът. През 2006 година градът е бил посетен от 10,35 милиона туристи. Заради многото си канали му е даден прякорът „Венецията на Америка“. В района на Форт Лодърдейл много от работите са свързани с плаването като производството и поддръжката на яхти. Поради близостта си до Бахамите и Карибите Форт Лодърдейл е популярна спирка за яхти. Всяка година в града паркират около 42 000 яхти. Форт Лодърдейл е на 37 километра северно от Маями, Флорида. Градът поддържа 4100 ресторанта и 120 бара.

## Известни личности, свързани с Форт Лодърдейл

### Родени в града
- Крис Евърт (р. 1954) – американска тенисистка
- Пейдж О'Хара (р. 1956) – американска актриса (гласът на Бел в „Красавицата и звярът“)
- Джил Сейвъри (р. 1972) – американска плувкиня
- Лита (р. 1975) – бивша кечистка, настояща вокалистка

### Починали в града
- Фан Ноли (1882 – 1965) – просветен деец и политик
- Арнолд Денкер (1914 – 2005) – американски шахматист
- Лесли Нилсен (1926 – 2010) – канадско-американски актьор
- Николай Атанасов (1978 – 2019) – български поет и активист за защита на правата на ЛГБТ гражданите

## Побратимени градове
- Астрахан, Русия
- Венеция, Италия от 2007 г.
- Гоулд Коуст, Австралия от 1980 г.

- Част на Форт Лодърдейл погледната от запад
- Плажът в града